# Cadillac STS
Der Cadillac STS  ist ein Fahrzeug der Oberklasse, das vom Hersteller Cadillac zwischen Herbst 2004 und Mitte 2011 produziert wurde.

## Geschichte
Der STS löste im Herbst 2004 die Modellreihe Seville ab, erstmals präsentiert wurde er formal auf der NYIAS 2004. Seine Bezeichnung stand ursprünglich für Seville Touring Sedan bzw. Sport Touring Sedan. Damit folgte er der neuen Cadillac-Nomenklatur, welche ausschließlich Abkürzungen als Modellnamen vorsieht. Wie der CTS der ersten Generation baute ihn GM auf der Sigma-Plattform auf. Im Gegensatz zum alten Seville sollte der STS sportlicher wirken und wurde diesbezüglich mit dem BMW 5er sowie dem Infiniti M45 verglichen.
Auf dem amerikanischen Markt kostete ein Neufabrikat des STS 47.495 US-$, auf dem deutschen Markt ab rund 47.000 €. Auf dem chinesischen Markt wurde eine Version des STS mit 100 mm längerem Radstand unter dem Namen Cadillac SLS angeboten.
Als Motorisierungen dienten für den STS zunächst ein 4,6-l-Northstar-V8-Motor, der es auf eine maximale Leistung von 239 kW (325 PS) brachte und ein 3,6 l großer V6-Motor mit 189 kW (257 PS). In Europa stellte der STS das Topmodell von Cadillac innerhalb der Oberklasse dar, während in den USA die Rolle dem DTS zuteilwurde.
Der STS-V, welcher über einen 4,4 Liter großen V8-Motor mit 345 kW (469 PS) maximaler Leistung verfügt, wurde kurz nach der Einführung nachgelegt.

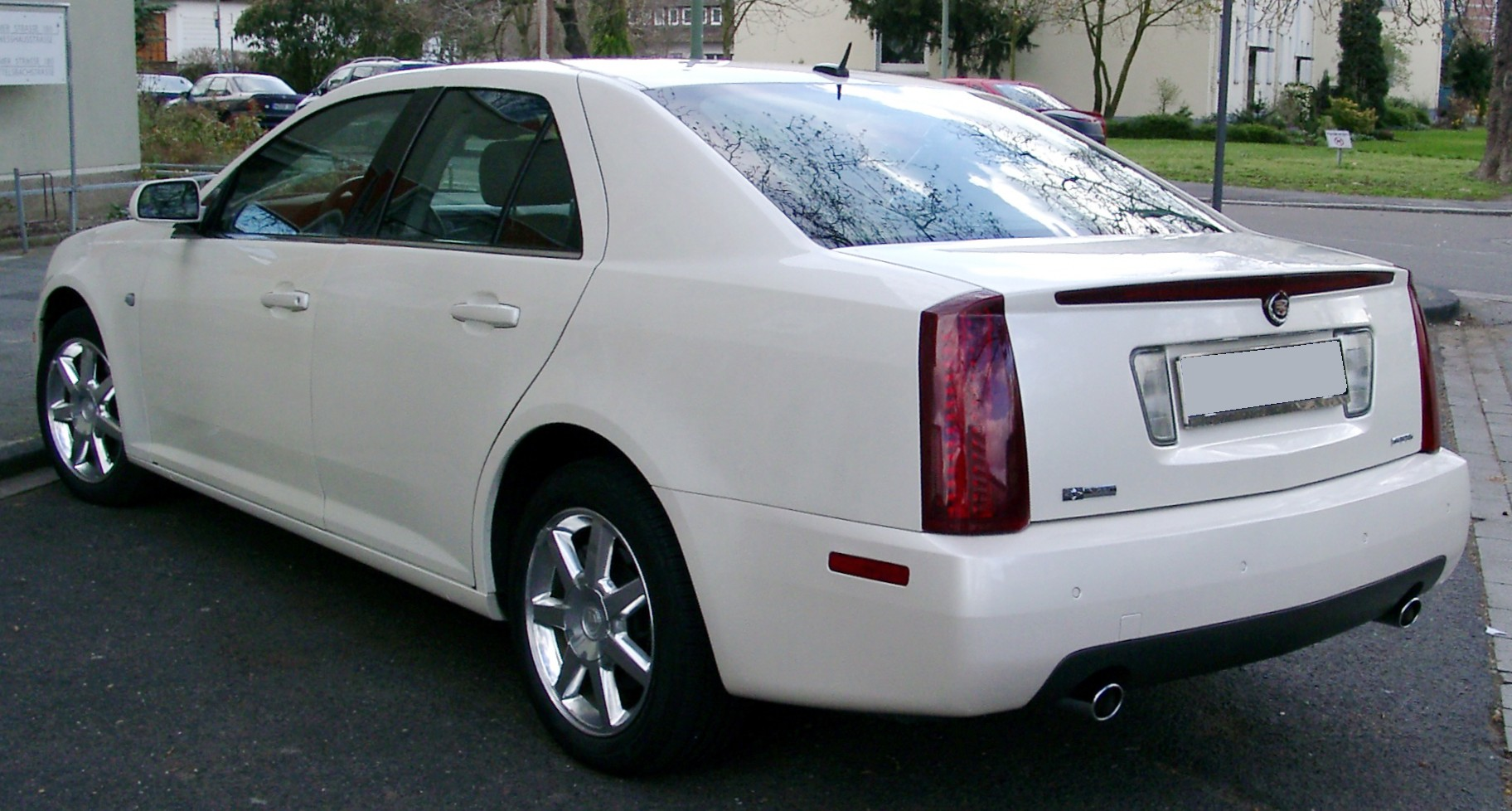
Heckansicht
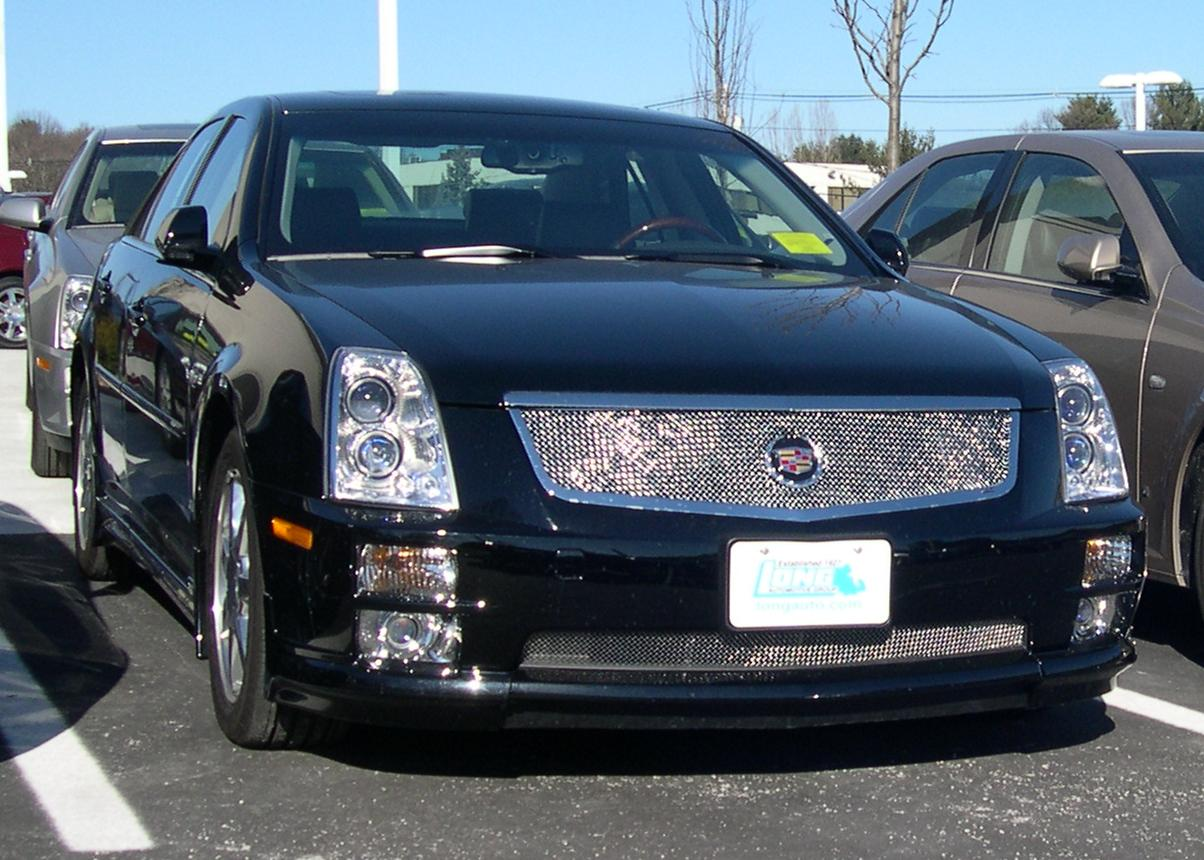
Cadillac STS-V (2006)

### Modellpflege
Im Herbst 2007 wurde am STS für das Modelljahr 2008 ein Facelift vorgenommen, das einen veränderten Kühlergrill, einen neuen Heckstoßfänger und einen überarbeiteten Innenraum sowie neuen Features (wie Spurwechselassistent und einen Spurhalteassistenten) beinhaltete; der 3,6-l-V6-Motor hatte nun eine maximale Leistung von 222 kW und eine Direkteinspritzung. Formal präsentiert wurde das Facelift auf der NYIAS 2007. Darüber hinaus gab es ab Oktober 2009 zum Modelljahr 2010 einen neuen 3,6 Liter großen V6-Motor, der nun maximal 225 kW leistete.

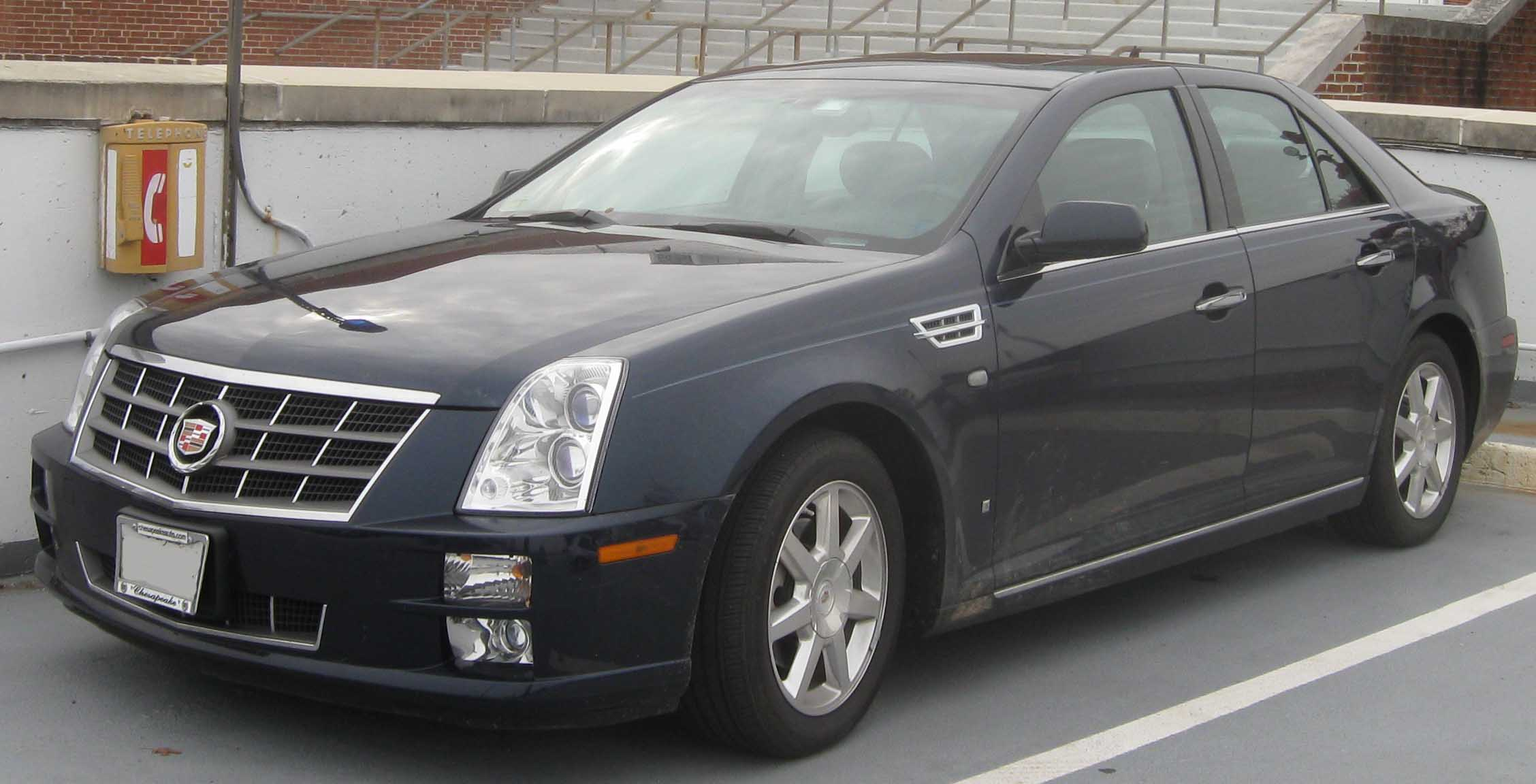
Cadillac STS (2007–2011)
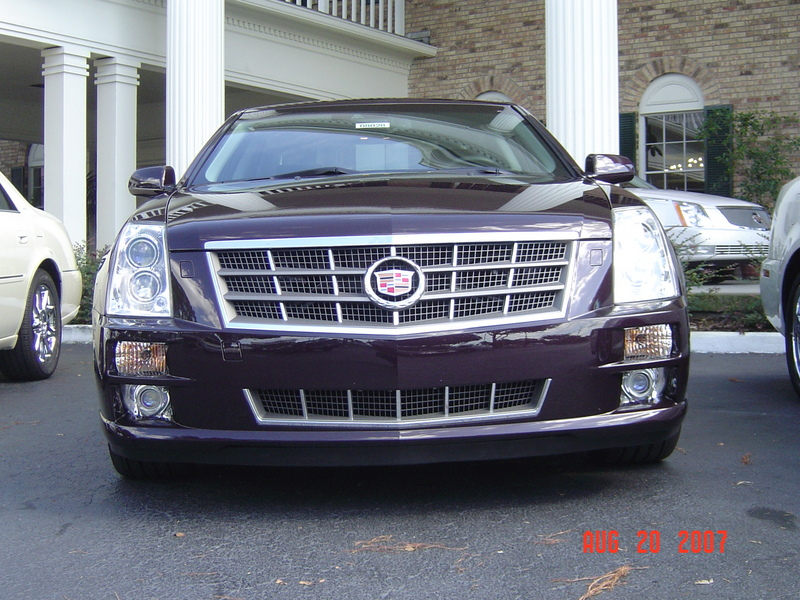
Markantes Merkmal nach der Überarbeitung: der größere und unterteilte Kühlergrill

## Produktionsende und Nachfolgemodell
Anfang Mai 2011 lief der letzte STS vom Band. Im Frühjahr 2012 wurde der XTS präsentiert, der sowohl den STS als auch den DTS ersetzt.

## Motoren
| Modell                                    | 3.6 V6                     | 4.6 V8                     |
| Motorbauart                               | V6                         | V8                         |
| Hubraum, cm³                              | 3564                       | 4565                       |
| max. Leistung, kW (PS)                    | 189 (257) bei 6500         | 239 (325) bei 6400         |
| max. Drehmoment, Nm                       | 342 bei 3200               | 427 bei 4400               |
| Höchstgeschwindigkeit, km/h               | 229                        | 250                        |
| Beschleunigung, 0–100 km/h                | 7,4 s                      | 6,2 s                      |
| Getriebe, serienmäßig                     | 5-Stufen-Automatikgetriebe | 5-Stufen-Automatikgetriebe |
| Kraftstoffverbrauch, kombiniert, l/100 km | 12,4                       | 14,4                       |
| Kohlenstoffdioxid-Emissionen, g/km        | 295                        | 343                        |
| Tankinhalt, l                             | 66                         | 66                         |